# 达格德河 (卡巴尼亚河支流)
达格德河（俄语：Река Дагды）是滨海边疆区捷尔涅伊区的河流，源起锡霍特山脉东坡，长42公里，流域面积357平方公里，在距河口27公里处注入卡巴尼亚河。流域内为云杉针叶林和松落叶林所占据，曾发展过林业，有滑石现象。

## 引用
1. ↑  А·П·穆拉诺夫. . 列宁格勒: 气象出版社. 1966 （俄语）.
2. ↑  . 列宁格勒: 气象出版社 （俄语）.
3. ↑  Т·А·基谢尔科瓦娅. . 列宁格勒: 气象出版社. 1977 （俄语）.
4. ↑  . 俄罗斯自然资源部 VerumWiki.   [2023-10-24]. （原始内容存档于2022-06-27） （俄语）.